# Thymus markhotensis
Thymus markhotensis là một loài thực vật có hoa trong họ Hoa môi. Loài này được Maleev miêu tả khoa học đầu tiên năm 1930.